# 林摩耶
林 摩耶（はやし まや、1984年10月22日 - ）は、日本の女優。千葉県出身。劇団東京乾電池、ノックアウト所属。日本映画学校卒業。
身長162cm。特技は水彩画、ティン・ホイッスル。普通自動車免許、SAKE DIPLOMA（日本酒ソムリエ）も資格を持つ。

## 出演作品

### 舞台
- 日本映画学校卒業公演「夜を賭けて」（2005年、青山円形劇場）
- 劇団あいでんてぃてぃ「from　Island」（2006年、アイピット目白）
- Cheep　thrill-佐世保北高新聞部の夏-（2008年、川崎市アートセンター）
- ZIPANGU Stage「リメイク-BREAK　OR　REMAKE」（2008年、新宿シアターサンモール）
- アクターズ・ラボ第3期生卒業公演「海辺のバカ」（2010年）
- 東京乾電池作品
  - 東京乾電池5月月末劇場「受付」（2010年）
  - 東京乾電池公演「長屋紳士録」（2010年）
  - 東京乾電池10月月末劇場「二人で狂う……好きなだけ」（2011年）
  - 東京乾電池7月月末劇場「マッチ売りの少女」（2012年）
  - 東京乾電池2月月末劇場「結婚申し込み」（2013年）
  - 東京乾電池第5回アトリエ公演「愛とその他」（2013年）
  - 東京乾電池「夏の夜の夢」（2013年）
  - 東京乾電池「カラカラ天気と五人の紳士」（2014年）
  - 東京乾電池「飛んで孫悟空」（2019年）
  - 東京乾電池「卵の中の白雪姫」（2020年）
- エマニュエル「甘い記憶」（2012年）
- 夏の夜の夢（2015年）
- 授業（2015年）
- 楽屋（2015年）
- 夏の夜の夢（2017年）
- 7人の壊れた女と男がひとり（2018年）
- いかけしごむ（2019年）

### 映画
- 夏のおとどけもの（2005年）
- カフェ代官山〜Sweet Boys〜（2008年、トライネットエンタテインメント）
- プラスワンvol．2「靴ヶ浜温泉コンパニオン控室」（2008年、アプレ）
- 俺たちに明日はないッス（2008年、スローライナー）
- のんちゃんのり弁（2009年、キノフィルムズ）
- きみは僕の未来（2010年、若手映画作家育成プロジェクト）
- お前の母ちゃんBitch!（2010年、アルゴ・ピクチャーズ）
- 煙草を買いに行く（2012年）
- STOP JUNP PURE HEART（2012年）
- Love&Eros 2nd『連結部分は電車が揺れる 妻の顔にもどれない』（2013年）
- 舟を編む（2013年、松竹）
- 青春H いかれたベイビー（2013年）
- かぞくのかたち（2013年）
- 友だちと歩こう（2014年、マジックアワー）
- バランサー（2014年）
- 64（ロクヨン）（2016年、東宝） - フルーツパーラー四季店員

### テレビドラマ
- ドラマW（WOWOW）
  - 人間動物園（2009年）
  - 予告犯 -THE PAIN- 第5話（2015年）
  - この街の命に（2016年）
  - 頭取 野崎修平 第1話（2020年）
- ブルドクター 第3話（2011年、日本テレビ）
- たぶらかし-代行女優業・マキ- 第9話（2012年、日本テレビ） - ゴールド化粧品社員
- 怪奇大作戦 ミステリー・ファイル 第2話（2013年、NHK BSプレミアム） - ネットカフェ店員
- ワカコ酒 Season1 第7話（2015年、BSジャパン）
- スリル!赤の章〜警視庁庶務係ヒトミの事件簿 第3話（2017年、NHK） - 川又美铃
- 釣りバカ日誌（テレビ東京） - 荒木リエ
  - 釣りバカ日誌 Season2〜新米社員 浜崎伝助〜（2017年）
  - 釣りバカ日誌〜新米社員 浜崎伝助〜瀬戸内海で大漁! 結婚式大パニック編（2019年）
- 遠藤憲一と宮藤官九郎の勉強させていただきます（2018年、WOWOW）
- 孤独のグルメ Season7 特別編 （2018年12月31日、テレビ東京） - ゑびす家・店員 役[2]
- 仮面同窓会 第5話（2019年、東海テレビ・フジテレビ）
- おしゃ家ソムリエおしゃ子! 第4話（2020年、テレビ東京）
- ウルトラマンZ（2020年、テレビ東京） - ユウキマイ

### テレビ番組
- 美の巨人たち「川端龍子 / 愛染」（2015年、テレビ東京）
- となりのシムラ（2016年、NHK）

### ネット配信
- 世界一即戦力な男（2014年、フジテレビ+）
- 東京アリス（2017年、Amazonプライム・ビデオ）

### CM
- なやみみ（2010年）
- 大正漢方胃腸薬「走る男」（2013年）
- ノハナ「本田朋子、ノハナ年賀状を体験篇」（2013年）
- 花王「ハンドソープ」（2016年）
- 日本通運
  - 「世界日通、第二章。ASIA」篇（2016年）
  - 「アパレル」篇（2017年） - 声の出演
- アイフル「仮眠」篇（2017年）
- 損保ジャパン日本興亜「フィールドホッケー応援」（2018年） - 声の出演
- ヤクルトミルミル、ミルミルS「はじめよう」篇（2018年） - 声の出演
- 日本マクドナルド 15万人のマイストーリー「魔法のことば 体験会」篇（2019年） - 声の出演
- J:COM「声で家電操作篇」『この街の役に立てているか。』（2019年）

### VP
- キヤノン（2007年）